# Lormes
Pour le fromage, voir Lormes (fromage).
Lormes est une commune française située dans le département de la Nièvre, en région Bourgogne-Franche-Comté.
Ses habitants sont les Lormois et Lormoises.

## Géographie

Carte de la Nièvre.

Lormes est située au cœur de la France sur le rebord nord-ouest du massif du Morvan et est adhérente à son parc naturel régional. Lormes est la première ville étape du Morvan quand on vient de Paris. Elle est bâtie dans une gorge où coulent deux ruisseaux, qui vont de cascades en cascades, former au fond de la vallée à l'ouest la principale source de la rivière d'Auxois.
Son territoire comporte à l'est de vastes forêts. Elle est dominée à l'ouest par la montagne de Saint-Alban, d'où l'on a une vue remarquable.

### Villages, hameaux, lieux-dits, écarts
- La Justice, la Villaine, Joué, Charrières, la Grange-Billon, Grandpré, l'Ecorchien, le Triou, le Moulinot, le Fresne, Chevigny, Marné ou (Marnay), la Bussière, le Champ du Clou, l'Huis Morin, Sommée, Sonne, Cuzy, Planvoy, l'Huis Nolin, Pontin, Ponty, l'Etang Paul, le Moulin du Bois, le Foulon, le Villard, les Fosses, les Bruyères, Richâteau, les Grandes Méloises, les Mouilles.
- La Grange Renault rappelle une ancienne famille qui a donné des baillis à Lormes et à Saint-Martin-du-Puy.
- Laupepin ou Loppin, au nord-ouest, avec fourneau, est la propriété de Philibert Borne de Granpré, chef d'une branche cadette de la Maison de Borne de Gouvault, établie à Lormes depuis fort longtemps.
- Luxery ou Lussery ou encore Lucery, au sud-est de Pouques-Lormes, est pour partie sur Pouques-Lormes et pour l'autre sur Lormes. Il ne restait au XIXe siècle que des vestiges de celle-ci.
- Boussegré, situé au nord appartenait en 1601 à madame de Mussidan. François de Marchand, écuyer, sieur de Belleroche, gendarme de Dauphin, en fit l'acquisition en 1625.
- Les Aubues ou les Aubuz, un des fiefs les plus importants de la baronnie de Lormes. Il possédait un manoir seigneurial armé de deux tours carrées et de deux tours rondes. Il était en partie entouré de ses anciens fossés et se voit au pied de la montagne de la Justice, au nord-ouest. Cette terre en toute justice était mouvante de la baronnie de Lormes-Châlons et appartenait, en 1480, à Guillaume de Montsaulnin, écuyer, seigneur de Coulon.
- Les bois de Mongin et de Saint-Germain, au-dessus du château, où les habitants de Lussery, les Aubues, de la Vallée, de Richâteau, de Laupepin, de Chauvi avaient le droit de prendre bûches, buissottes, bois-mort, mort-bois et de mener pacager leurs bestiaux en tout temps. Cette concession leur avait été faite en 1490 par Léonard de Châlons, baron de Lormes, moyennant quinze écus d'or, au coin du roi, notre sire, valant trente-cinq sous la pièce et une rente de quatre deniers par feu. Dans celui de Saint-Germain se trouvait autrefois une chapelle dédiée à Saint-Germain évêque et avait le titre de prieuré simple.
- La Vallée (Vallis), à l'ouest de la ville, était tenue en fief, en 1473, par Guillaume de Guillemenot.
- Vaurin, au fond de la vallée, appartenait en 1794 à Claudine-Charlotte du Blé, veuve de Guillaume Marie Sallonnyer de Boux. La Société populaire de Lormes l'obligea à démolir son colombier, bien qu'elle eût déjà fait tuer les pigeons, et enlever la toiture.
- Fréfontaine, au sud-est, est une belle maison de campagne de Charles-Gilbert Heulhard de Montigny, ancien président à la cour de Bourges. On y voit une chapelle avec un tombeau de famille où cinq membres ont été déposés[1].

### Hydrographie
L'Auxois, affluent de l'Yonne, prend sa source à Lormes, qu'il traverse d'est en ouest. Il nait de la confluence en souterrain dans le centre-ville (à l'entrée de la route de Narvau) du Cornillat et du ruisseau du Goulot, issu d'un étang du même nom, et alimentait le Grand-Étang de la ville, déjà desséché à la fin du XIXe siècle. Sous la chaussée de ce dernier se trouvait jadis un moulin banal, du nom de Moulin de la Ville.

### Communes limitrophes
| Pouques-Lormes | Empury   | Saint-Martin-du-Puy |
| Magny-Lormes   | Lormes   | Brassy              |
| Cervon         | Vauclaix | Gâcogne             |

### Climat
Pour des articles plus généraux, voir Climat de la Bourgogne-Franche-Comté et Climat de la Nièvre.
En 2010, le climat de la commune est de type climat des marges montargnardes, selon une étude du Centre national de la recherche scientifique s'appuyant sur une série de données couvrant la période 1971-2000. En 2020, Météo-France publie une typologie des climats de la France métropolitaine dans laquelle la commune est exposée à un climat océanique altéré et est dans une zone de transition entre les régions climatiques « Lorraine, plateau de Langres, Morvan » et « Centre et contreforts nord du Massif Central ».
Pour la période 1971-2000, la température annuelle moyenne est de 10,1 °C, avec une amplitude thermique annuelle de 15,9 °C. Le cumul annuel moyen de précipitations est de 1 124 mm, avec 13,9 jours de précipitations en janvier et 9,4 jours en juillet. Pour la période 1991-2020, la température moyenne annuelle observée sur la station météorologique installée sur la commune est de 11,2 °C et le cumul annuel moyen de précipitations est de 1 071,3 mm. 
La température maximale relevée sur cette station est de 40,7 °C, atteinte le 25 juillet 2019 ; la température minimale est de −18,1 °C, atteinte le 12 janvier 1987,,.
| Mois                                  | jan.             | fév.             | mars           | avril           | mai             | juin           | jui.          | août           | sep.          | oct.            | nov.            | déc.             | année      |
| ------------------------------------- | ---------------- | ---------------- | -------------- | --------------- | --------------- | -------------- | ------------- | -------------- | ------------- | --------------- | --------------- | ---------------- | ---------- |
| Température minimale moyenne (°C)     | 0,9              | 0,9              | 3,7            | 6,1             | 9,6             | 12,8           | 14,8          | 15,2           | 11,8          | 8,7             | 4,3             | 1,8              | 7,6        |
| Température moyenne (°C)              | 3,4              | 3,9              | 7,3            | 10,3            | 13,9            | 17,4           | 19,5          | 19,8           | 15,9          | 12              | 7               | 4,1              | 11,2       |
| Température maximale moyenne (°C)     | 5,8              | 6,8              | 11             | 14,5            | 18,3            | 22             | 24,3          | 24,4           | 20            | 15,3            | 9,7             | 6,5              | 14,9       |
| Record de froid (°C) date du record   | −18,1 12.01.1987 | −14,8 10.02.1986 | −10,8 01.03.05 | −6,4 12.04.1986 | −0,2 13.05.1995 | 3,5 01.06.1990 | 6 20.07.1989  | 5,5 30.08.1986 | 2,9 25.09.02  | −2,1 28.10.1997 | −9,5 27.11.1985 | −11,7 29.12.1996 | −18,1 1987 |
| Record de chaleur (°C) date du record | 18,4 01.01.22    | 20,7 16.02.07    | 25 30.03.1989  | 27,6 21.04.18   | 30,7 28.05.17   | 38,3 27.06.19  | 40,7 25.07.19 | 39,2 07.08.03  | 34,5 06.09.23 | 30,3 08.10.23   | 22,2 01.11.14   | 18,4 16.12.1989  | 40,7 2019  |
| Précipitations (mm)                   | 94,8             | 77,2             | 77             | 86,6            | 101,4           | 85,9           | 78,2          | 77,9           | 85,2          | 97,7            | 106,9           | 102,5            | 1 071,3    |

| Diagramme climatique                                  |            |         |             |              |            |              |              |            |             |             |             |
| J                                                     | F          | M       | A           | M            | J          | J            | A            | S          | O           | N           | D           |
| 5,80,994,8                                            | 6,80,977,2 | 113,777 | 14,56,186,6 | 18,39,6101,4 | 2212,885,9 | 24,314,878,2 | 24,415,277,9 | 2011,885,2 | 15,38,797,7 | 9,74,3106,9 | 6,51,8102,5 |
| Moyennes : • Temp. maxi et mini °C • Précipitation mm |            |         |             |              |            |              |              |            |             |             |             |

Les paramètres climatiques de la commune ont été estimés pour le milieu du siècle (2041-2070) selon différents scénarios d'émission de gaz à effet de serre à partir des nouvelles projections climatiques de référence DRIAS-2020. Ils sont consultables sur un site dédié publié par Météo-France en novembre 2022.

## Urbanisme

### Typologie
Au 1er janvier 2024, Lormes est catégorisée commune rurale à habitat dispersé, selon la nouvelle grille communale de densité à sept niveaux définie par l'Insee en 2022.
Elle est située hors unité urbaine et hors attraction des villes,.

### Occupation des sols
L'occupation des sols de la commune, telle qu'elle ressort de la base de données européenne d’occupation biophysique des sols Corine Land Cover (CLC), est marquée par l'importance des territoires agricoles (50,8 % en 2018), en diminution par rapport à 1990 (51,6 %). La répartition détaillée en 2018 est la suivante : prairies (44 %), forêts (43,4 %), zones agricoles hétérogènes (5 %), milieux à végétation arbustive et/ou herbacée (3,5 %), zones urbanisées (2,3 %), terres arables (1,8 %). L'évolution de l’occupation des sols de la commune et de ses infrastructures peut être observée sur les différentes représentations cartographiques du territoire : la carte de Cassini (XVIIIe siècle), la carte d'état-major (1820-1866) et les cartes ou photos aériennes de l'IGN pour la période actuelle (1950 à aujourd'hui).

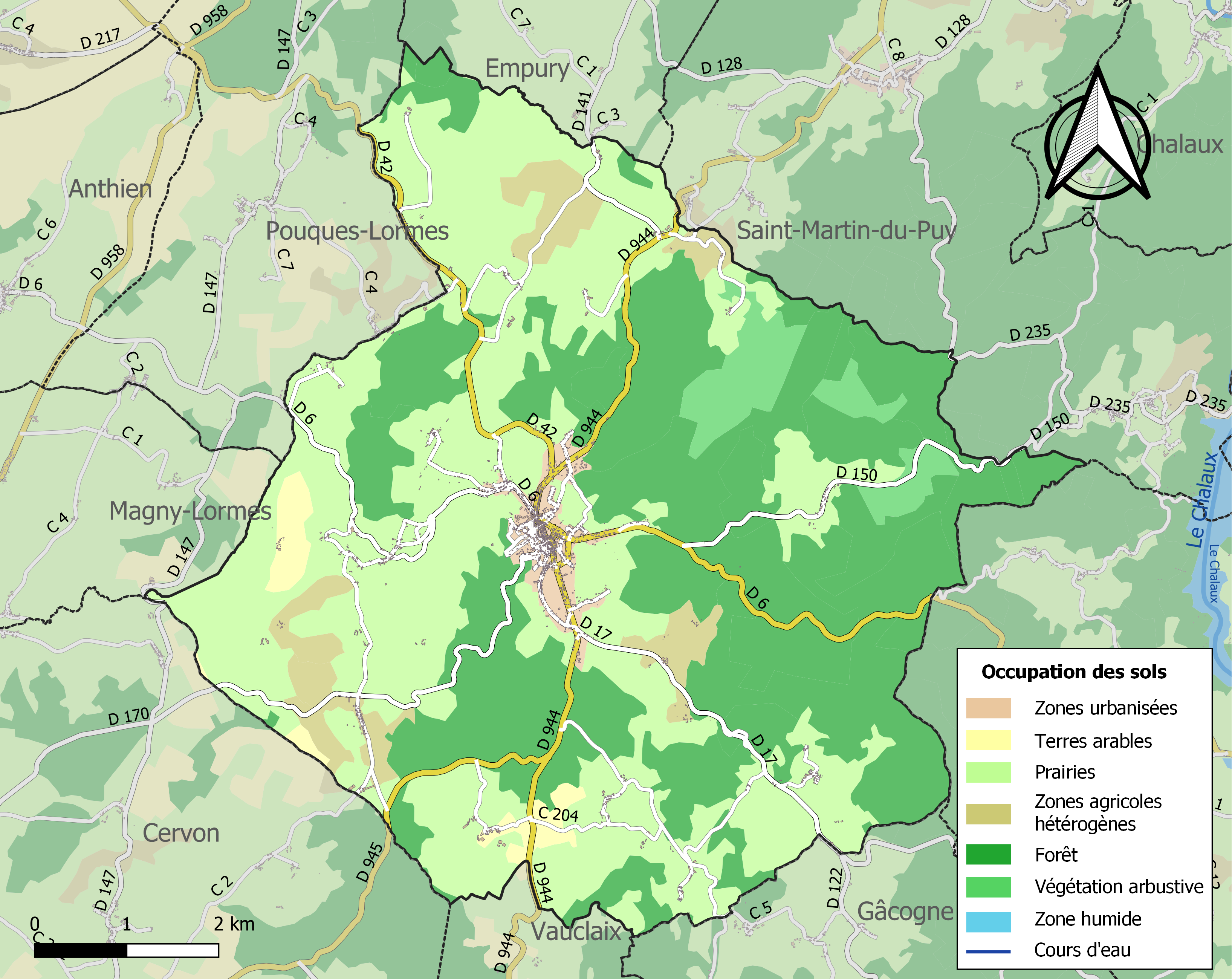
Carte des infrastructures et de l'occupation des sols de la commune en 2018 (CLC).

## Histoire

### Les origines
Le nom de la ville (Lorme il y a quelques décennies) vient de l'arbre l'orme (ulmus en latin). Un orme est d'ailleurs représenté sur le blason de la ville. Ce nom découle sans doute des ormes qui garnissaient autrefois le champ de l'Étape, appelé plus tard place des Ormeaux, et qui est aujourd'hui le cours du 11-Novembre, c’est-à-dire les Promenades. Les différents noms à travers les âges : Castrum de Ulmo, en 1157, Ulma et Ulmus, en 1300, et de l'Orme en 1420.
Même si des vestiges d'une villa romaine auraient été trouvés à proximité de l'ancienne voie qui reliait Autun à Orléans, on situe plutôt les origines de Lormes aux environs du Ve siècle. Quelques archéologues du XIXe siècle y voyaient le Castrum Maternense ou Elebromense, pays natal de saint Eptade, au Ve siècle, premier abbé de Cervon. Ce bourg est érigé en paroisse avant le Xe siècle . Le nom de Lorma  est mentionné dans la Gaula Christiana daté de 1085. C'est à l'emplacement de cette villa que furent récupérés des tronçons de colonnes de marbre, des débris de vases antiques, des tuiles à rebords, des médailles des empereurs Trajan, Commode, Septime-Sévère, Aurélien, Constance-Chlore, Gratien, Titus et où fut construit le premier château féodal.

### DuXIIeauXVesiècle
Lormes fut une importante baronnie qui avait pour suzerains le comte de Nevers et le roi de France. Elle avait dans sa dépendance seize fiefs nobles, avec haute justice, et dix ruraux dont les possesseurs devaient, en cas de vente, le quint denier en montant, ou le quart du prix, si mieulx n'aimoit le seigneur user du droit de retenue, en remboursant les prix et loyaulx coûts.
Cette baronnie, qui était composée pour partie des domaines du bienheureux Waré, appartint probablement à l'église d'Auxerre, puisque l'on voit Guillaume III, comte de Nevers, en faire hommage en 1171 au vénérable Alain, évêque d'Auxerre. Puis Hugues III de Lormes finira par se reconnaître homme-lige de ces prélats sauf la fidélité due au comte de Nevers. Le baron de Lormes devait une fois l'an à l'église cathédrale Saint-Étienne un cierge de 50 livres en signe de vassalité.
Les deux seigneurs de la localité se partageaient les droits féodaux perçus sur les foires qui se tenaient sur la place des Ormeaux et à l'entrée de la ville. Le premier seigneur connu de Lorme est Séguin, Seguinus ab Ulmo, qui vivait à la fin du XIe siècle. Il nous est connu par un acte de donation de terres au comte de Nevers en 1086. Il prit part à la première croisade (croisade des barons) aux côtés de Robert II de Flandre de 1096 à 1099. À son retour de Jérusalem et par l'intermédiaire de Clémentine de Bourgogne, femme de Robert II de Flandre, il prit le titre de comte de Lorme de Beauregard.
En 1146 c'est son fils, Hugues Ier de Lormes qui, à Vézelay, décide de participer à la deuxième croisade en 1146. Il fut de retour en 1153 et donna du consentement de sa femme Parisie, de Hugues, et Seguin, ses fils, des droits de pacage dans ses terres de Lormes à l'abbaye de Reigny.
En 1177 Hugues II de Blain (Blin à Sardy et Epiry), nom qu'il portait du vivant de son père, devint baron de Lormes et de Château-Chinon. Il donne, comme son père avant lui, avant de partir en Palestine et avec le consentement de son épouse Aremburge et de leurs enfants Seguin, Hugues et Adelis, terres, prés et bois de Cérault, près Planchez, à l'abbaye de Reigny. La même année se réunit à Lormes une grande assemblée de seigneurs locaux parmi lesquels nous trouvons Étienne II, évêque d'Autun ; Guillaume, évêque d'Auxerre ; Guy Ier Besors, baron de Villarnoult.
En 1190 les deux frères Hugues et Seguin allèrent à Vézelay rejoindre Philippe-Auguste et Richard Cœur de Lion pour partir reprendre Jérusalem. Seguin trouva la mort en Terre Sainte. Seul Hugues revint en 1193 mais décéda avant son père : il ne fut donc pas baron de Lormes, et ce titre sauta une génération. Ce fut son propre fils qui prit à sa place le titre de Hugues III de Lormes († 1236), héritier aussi des terres de Château-Chinon, appartenant à son oncle Seguin et à sa tante Adelis. Il fut un des plus riches seigneurs de son temps et un des plus puissants du Nivernais. Le 25 juillet 1214 il se couvre de gloire en combattant vaillamment au côté de Pierre de La Tournelle à la bataille de Bouvines. En 1217 il fait hommage en tant que vassal de Hervé de Donzy, comte de Nevers, seigneur d'Auxerre. Il participe à la Croisade des Albigeois en 1219. C'est à l'Assomption de 1223 qu'il contresigne l'acte d'affranchissement que la comtesse Mahaut, veuve de Hervé de Donzy, accorde à ses sujets d'Auxerre (elle était de son chef comtesse de Nevers, Auxerre et Tonnerre, et baronne de Donzy par son mari Hervé), depuis Druyes-les-Belles-Fontaines ; lui-même, de retour, fera de même avec les habitants de Lormes.
Les habitants érigèrent une commune avec échevins, un corps municipal de 12 notables, dont les noms ne nous sont pas parvenus. C'est de l'époque d'Hugues III que datent les remparts, percés de trois portes, et comprenant 21 tours qui durèrent jusqu'au règne de Louis XIV (roi en 1643-1715). Ils commençaient à la Porte Saint-Alban qui séparait la ville du faubourg vis-à-vis la rue Saint-Pierre, remontaient cette rue, passaient sous le champ-de-L'Etape, qui deviendra une promenade, entre le four banal et le château et venaient rejoindre la Porte Saint-Jacques. De là le mur partait en direction de la Porte Fouron en passant derrière l'hôtel de ville et revenait au point de départ en passant par les jardins et la rue Montigny. Ce qui mettait la plus grande partie de la ville en dehors des remparts, ainsi que l'église. En 1235, Hugues III fonde son obit en dotant richement dans la forêt d'Espesse à Pouques-Lormes, la chartreuse Sainte-Marie du Val Saint Georges qui sera détruite en 1792 par la Révolution ; c'est dans ce prieuré qu'il fut inhumé l'année suivante (1236). La porte Saint-Alban était remarquable avec sa herse et son pont-levis. Elle comportait une arcade unique laissant un passage étroit et, au-dessus, était l'habitation du capitaine, gardien de la ville. Dans sa partie supérieure où se plaçait le veilleur de nuit, se trouvait une horloge publique qui fut transférée en 1840 à l'hôtel de ville fraîchement bâti. C'est alors que la porte fut démolie. À la fin du XIXe siècle on voyait encore dans le mur d'une maison voisine les vestiges d'une des deux tourelles dont elle était flanquée.
Les barons de Lormes (de l'Orme), on l'a vu, sont alors aussi ceux de Château-Chinon : par mariage, les deux seigneuries passent aux Mello d'Epoisses et de St-Bris (cf. l'article Dreux) dans la 1re moitié du XIIIe siècle : 
- En effet, Hugues III de Lormes († 1236), avait épousé Helvis de Montbard d'Epoisses. Une nièce de sa femme — plutôt que leur fille  — autre Helvis de Montbard, sans doute fille d'André III de Montbard, le frère de la première Helvis, hérita des biens du couple et devint donc dame d'Epoisses et Givry, aussi de Lormes et Château-Chinon. Elle épousa Dreux de Mello-St-Bris le Jeune († v. 1252 ; petit-fils du connétable Dreux de Mello).

Puis la terre de Lormes se divise en deux fiefs au XIVe siècle, selon la succession des Mello ( et Dreux V) et par un accord d'octobre 1355 entre Jean II de Chalon-Arlay et le connétable Gautier de Brienne ci-dessous :
- une part reste attachée aux sires, puis comtes de Château-Chinon [descendance Brienne d'Eu — cf. Raoul Ier, son fils Raoul II et son gendre Gautier VI de Brienne duc d'Athènes, tous trois connétables de France — puis en dehors de la postérité des Mello après 1389] : il s'agit de la baronnie de Lormes-Château-Chinon.
- l'autre part (la baronnie de Lormes-Chalon) va aux Chalon-Arlay (cf. Jean II ; ils avaient aussi hérité L'Isle-sous-Montréal des ducs de Bourgogne : cf. Hugues IV), ce qui explique qu'en 1511 Philiberte de Luxembourg, veuve de Jean IV, agisse à Lormes au nom de Philibert de Chalon, prince d'Orange, son fils ; et surtout aux Chalon-Arlay-Vitteaux, sires de Lormes et de L'Isle-sous-Montréal : 
  - Jean de Chalon-Vitteaux, fils puîné du prince d'Orange Jean III et mari en 1424 de Jeanne de La Trémoille-branche des comtes de Joigny, sires d'Antigny, Grignon, Uchon, Bourbon-Lancy et Pierre-Perthuis (Jean de Chalon fait hommage en 1446 pour Vitteaux, Lormes, Pierre-Perthuis et L'Isle) ; 
    - suivi par leurs fils cadets Antoine de Chalon et Léonard de Chalon, ce dernier sire également de L'Isle et de Pierre-Perthuis (un fief venu des La Trémoille) ; puis par le neveu de ces derniers, Thibaud de Chalon, sire de Grignon, L'Isle et Pierre-Perthuis, fils de Bernard de Chalon de Grignon — autre fils puîné de Jean de Vitteaux et de Jeanne de La Trémoille ; Thibault reprit le fief de Lormes en partie en 1508 et mourut en 1512[18] (la répartition des fiefs entre les fils cadets de Jean de Chalon et Jeanne de La Trémoïlle est donné par l'abbé Baudiau : Le Morvand : Pierre-Perthuis, p. 103 ; leur sœur Isabelle de Chalon († v. 1461/1472), femme de Liébault de Choiseul de Traves,, avait reçu Givry, au moins en partie).

### DuXVIeauXVIIIesiècle
Après Thibaud de Chalon vint sa cousine germaine, Charlotte de Chalon, comtesse de Joigny, dame de L'Isle et de Lormes en partie, fille de Charles de Chalon-Vitteaux-Joigny — le fils aîné de Jean de Vitteaux et Jeanne de La Trémoïlle ci-dessus, et donc le frère aîné d'Antoine, Léonard et Bernard de Chalon. Charlotte de Chalon-Joigny épousa en premières noces Adrien de Sainte-Maure-Montgauger, comte de Nesle, à qui elle donna de nombreux enfants, dont : le comte Jean, Claude, Nicolas et Edmée-Barbe de Ste-Maure.
- Adrien de Saint-Maure et Charlotte de Chalon, de leur fils aîné Jean-comte de Nesle et de Joigny († 1526), eurent comme petits-enfants, successeurs aussi à Lormes-Chalon, L'Isle et Pierre-Perthuis : Charles, comte de Nesle († 1534) ; Louis, marquis de Nesle, comte de Joigny et de Laval († 1572 ; aveux pour Lormes et Pierre-Perthuis en 1562) ; et Louise de Ste-Maure de Nesle, dame de L'Isle, qui épousa en 1536 Gilles de Laval († v. 1559), dont le propre fils Jean de Laval († 1578) reprit les fiefs de Lormes-Chalon, Joigny, Nesle et L'Isle-sous-Montréal.
- En fait, la seigneurie de Lormes-Chalon continua dans la descendance de Barbe-Edmée de Ste-Maure, aussi dame d'Uchon et de Grignon, femme d'Antoine de Jaucourt-Dinteville († 1515 à Milan des blessures qu'il reçut à Marignan) : Parents de Jean de Dinteville († 1552 au siège de Metz), lui-même père de Joachim de Dinteville (1538-† en 1607 sans postérité ; baron d'Uchon et de Lormes, sire de Grignon), et d'Antoinette de Dinteville ;
- et aussi, avec Pierre-Perthuis, dans la descendance d'un frère de Barbe et du comte Jean, Claude de Ste-Maure († 1531), Hospitalier qui convola pourtant deux fois, avec Julienne Eveille-Chien puis Claude de Prie, respectivement mères de deux filles prénommées Claude, dont la 1re fut dame de Lormes en partie et de Pierre-Perthuis (fille de Julienne), et maria René de Bellanger, sire de Beauvais et La Planche-Hubert (à Couëtron-au-Perche ; assassin de Jacques de Marescot de Souday en juillet 1545 ; cf. [21], et Revue du Maine, 1884, p. 93). Ladite Dame de Bellanger fit un procès aux habitants pour leur bois communaux et par un traité du 27 octobre 1588 les usagers furent dépouillés des deux tiers de leurs droits ; mais par une transaction du 31 décembre 1609 et une seconde du 2 janvier 1652, ils furent confirmés dans la jouissance de leurs droits ; elle fit aussi procès au sire de Chastellux à propos des droits dus par les habitants de Précy-le-Moult[22].
- Finalement, Joachim de Dinteville (1538-† en 1607 sans postérité), rencontré ci-dessus, légua Lormes à sa nièce maternelle Charlotte de Bussy d'Eyria, fille de sa sœur Antoinette de Dinteville et de Claude de Bussy (-en-Bugey : à Izernore), d'Eyria (Heyriat à Sonthonnax) et de Brion[23].
  - Charlotte était la sœur de Joachim-Antide de Bussy d'Eyria, marquis de Dinteville († 1632 ; époux de Françoise de Saulx-Tavannes), et elle céda en 1645 à sa propre nièce Huberte-Renée de Bussy (fille de Joachim-Antide et Françoise de Saulx) et à l'époux de cette dernière, Jean de Mesgrigny de Vandeuvre[24] (né vers 1600-† 1678 ; frère aîné de François de Mesgrigny qui maria Renée de Bueil ; vicomte de Troyes, conseiller d'Etat, intendant de Champagne et d'Auvergne-Bourbonnais, 1er président du Parlement de Provence).
    - Leur fils Jean-François de Mesgrigny (1635-1685 ; x 1656 Françoise-Henriette du Mesnil-Simon dame de Beaujeu, Neuilly et La Chapelotte : cf. Sully) fut suivi par ses enfants : Charles-Hubert de Mesgrigny (1664-1732), et Marie-Louise-Françoise de Mesgrigny (vers 1660-1729), épouse en 1688 de Jacques-Léon Bouthillier (1640-1712), fils du ministre Léon Bouthillier de Chavigny.

Au XVIe siècle, selon Courtépée, la ville était empoisonnée (infestée) de huguenots. Les Lormois entrèrent dans le parti de La Ligue. Le lundi de Pâques 1591, la populace ayant déserté la ville pour se rendre en masse à la fête de Corbigny, le gouverneur de Clamecy arriva au pied de Lormes avec les gens de son gouvernement et somma les habitants d'ouvrir les portes. Il dut battre pendant une grande partie de la journée les murs de la cité avec deux canons et quatre couleuvrines et s'apprêtait à donner l'assaut. Les dames de Lormes sur les remparts couvrirent les assaillants d'une pluie de pierres, mêlées de cendres chaudes et d'eau bouillante. Ce n'est qu'à la faveur de la nuit que, de retour, les hommes parvinrent à entrer dans la ville. Le lendemain les habitants firent une sortie, le forçant à lever le siège. Il se retira du côté de Brèves dont il se saisit. C'est depuis cette époque que le mardi de Pâques les habitants font une procession commémorative où les femmes marchent en tête par décret de Louis XIII. Peu après ce fut au tour du maréchal d'Aumont, qui venait de traiter de façon indigne les ligueurs de Château-Chinon, de se présenter à Lormes. Les Lormois obtempèrent et ouvrent les portes. D'Aumont mit le château en ruines. Son seigneur le reconstruisit peu après sur un tout autre plan. C'était un parallélogramme de grande élévation portant dans les angles une tourelle en cul-de-lampe. En 1793, les Sociétés populaire y tinrent leurs assemblées et il fut nommé : Grande-Maison ou encore Le Rocher. Il servit ensuite de caserne pour la gendarmerie et fut détruit dans un incendie en 1811.
En 1747, Lormes-Chalon est donc à Louis-Léon Bouthillier, comte de Beaujeu, seigneur d'Aix-lès-Angillon (fils de Jacques-Léon et petit-fils de Léon). Puis vers 1772, le comte de Blangy (mari d'Anne-Marie-Pierrette Bouthillier, dame de Lormes en partie : cf. l'article de Blangy), vend cette terre à Joseph-François Le Lièvre, marquis de La Grange (père de Blaise-François Le Lièvre de La Grange et d'Armand Le Lièvre de La Grange), commandeur de l'Ordre royal de Saint-Louis, lieutenant-général des armées du roi, puis de celles de la République en 1792. Ainsi, cette vente mettait fin à la transmission de Lormes-Chalon dans la même famille en lignée féminine pendant sept siècles environ, de la fin du XIe à la fin du XVIIIe siècle.
C'est en 1785, qu'est créée à Lormes la première brigade de gendarmerie, sous le nom de maréchaussée, grâce à l'entremise du comte de Bourbon-Busset, seigneur de Vésigneux, auquel les habitants votèrent des remerciements le 11 septembre 1785. Le 18 du même mois l'Assemblée des notables, décida que, les pavés de la ville étant ruinés, il fallait les refaire, que les entrées seraient rendues praticables, les gages de Garde-Bois portés de 40 à 60 livres, qu'il serait acheté 150 seaux contre l'incendie et que 4 lanternes publiques équiperaient la ville : une sous l'horloge, une sous la halle, une près de la maison Bailly, une sous le portail, qu'il serait établi deux valets de ville, habillés aux frais de la communauté. Le 6 août 1786, la même Assemblée de notables, à laquelle participait le marquis de La Grange, baron de Lormes-Châlons, obtint de ce seigneur la permission de démolir la halle qui se trouvait sur la place de l'Hôtel de Ville, à la condition que « ne pourrait nuire, ni préjudicier à ses droits, ni à ceux d'autrui » et que l'on indemniserait les personnes intéressées de manière que, dans aucun temps, ni lui, ni ses successeurs, ne fussent et ne pussent être inquiétés, ni recherchés sous aucun prétexte. La Halle fut démolie par arrêté du 11 février 1787. Sur la place se trouvait une belle croix de pierre qui sera brisée dans la tourmente révolutionnaire.
Avant la Révolution, Lormes ressortissait, pour partie de l'élection de la subdélégation et du grenier à sel de Château-Chinon et, en partie de la subdélégation d'Avallon et de l'élection et grenier à sel de Vézelay.
La Justice s'y rendait, depuis 1355, dans deux bailliages seigneuriaux : Lormes Château-Chinon et Lormes Châlons. Les appels du premier, se portaient au bailliage royal et siège présidial de Saint-Pierre-le-Moûtier et, de là, en Parlement ; ceux du second ressortissaient de la pairie de Nevers. Celui-là tenait ses séances dans la Tour de Bourbon, et celui-ci dans le château baronnial. Les sentences criminelles du premier s'exécutaient à Château-Chinon, et celles du second sur une montagne conique, au Nord de la ville, nommée Montagne-de-la-Justice. Il y avait sur la place du Marché, actuelle place François Mitterrand, un signe patibulaire à quatre piliers. Il y avait également à Lormes-Châlons, une gruerie, ou Tribunal pour les délits forestiers.
Les Juges de Lormes-Château-Chinon qui nous sont connus sont : Pierre Grosjean en 1668 ; Charles Rousseau, en 1699 ; Charles Bussy en 1737, Paul Desmolins, lieutenant civile et criminel, en 1786. Le juge de Lormes n'était que lieutenant du bailli de Château-Chinon qui avait le droit d'y tenir ses assises quand bon lui semblait. Le bailliage de Lormes-Château-Chinon, comprenait la moitié de la ville, les paroisses de Gâcogne, Mhère et plus tard celles de Brassy et Dun-les-Places
Les baillis et gruyers de Lormes-Châlons connus : Pierre Putas en 1459 ; Guillaume Colin, gruyer : Jean Mariller en 1600 ; Barthélémi Regnault en 1666 ; Edme Duchos, lieutenant civil et juge des eaux et forêts en 1669 ; Jean-Alban Heulhard, lieutenant en 1774 ; Jean-Alban Houdaille, bailli en 1788.

### La Révolution
Les 5 et 9 mars 1788, Il y eut une assemblée de notables en la grande salle du château pour nommer des députés à l'assemblée préliminaire de Saint-Pierre-le-Moutier et préparer les "  Cahiers de doléances", plaintes et remontrances. Elle élit Jean Jourdan du Mazot, Pierre-Noël Joly, maire, Jourdan de La Garenne et N. Heulhard.
Lorsque fut décidée la nouvelle division administrative de la France, les Lormois firent des efforts pour que leur ville devînt chef-lieu de district. Ils avaient adressé le 26 décembre 1789 une pétition à l'Assemblée nationale et nommèrent en janvier 1790 Étienne Borne de Grandpré, chevalier de Saint-Louis, ancien capitaine au régiment de la Sarre, avec une subvention de 600 livres, pour la porter à Paris, mais le marquis de Maubec, comte de Château-Chinon, annonça que, malgré ses efforts, Corbigny était choisi. Lormes obtint le Tribunal civil, qui y siégea pendant 10 ans, installé le 30 décembre 1790 dans l'ancien château. Le Président élu fut Alban Heulhard. Furent nommés juges : Simon Jourdan et François Pétitier d'Eschamps. Les Juges de Paix : le citoyen Chaix en 1792, Sallonnyer de Boux ; Desmolins, Billaut, Monsin, Dumont, Léonce Robert en 1860.
Au cours de la période révolutionnaire de la Convention nationale (1792-1795), la commune a porté provisoirement le nom de Lormes-la-Montagne.
Lormes restera sans hôpital jusqu'en 1834 après que les biens de la Maison-Dieu seront aliénés au profit de la Nation.
À l'époque de La Terreur l'église de Lormes fut profanée et transformée en temple de la Raison. Des orgies publiques s'y déroulèrent, remplaçant le culte ancien. Le curé de l'époque, Paul Bussy, adopta la Constitution civile du clergé en prêtant serment le 30 janvier 1791 avec Nolot et Pacaud, ses vicaires, ayant voulu y mettre une restriction : « Dans tout ce qui ne sera pas contraire à la religion catholique ». Menacé par l'agent de la force public il renouvela son serment purement et simplement le 6 février suivant. Il reçut une lettre d'éloge de la part du curé intrus de Bazoches, Mathieu Granet, et le 14 juillet 1791 célébra, sur la réquisition de la municipalité, une messe solennelle dans la cour du château, où chacun prêta le serment civique. Le 14 mars 1794 lui et René Perruchot, son vicaire, renoncèrent à poursuivre leur ministère. L'abbé Bussy revint le soir à la municipalité pour remettre les clefs du Temple de la Raison qu'il avait oublié de déposer. Il envoya le 26 mars à la commune six chasubles avec divers linges, un petit ciboire et les vases aux saintes huiles restés chez lui pour que la municipalité en dispose comme elle en avisera. Celle-ci distribua aux indigents, et par préférence aux parents des défenseurs de la Patrie, « ce bienfait destructeur du fanatisme », exception des galons d'or et d'argent qui furent envoyés à Corbigny.
Le 2 germinal an II (23 mars 1794), le Lormois César-Alexandre Lefiot de Lavaux représentant du peuple en mission dans les départements de la Nièvre et du Loiret, passant à Lormes, se transporta avec Jacques Boucherat dans la ci-devant église, brisèrent les images pieuses, les vases sacrés, emportèrent les débris pesant huit livres onze onces et six gros dans la maison commune. Il y tint le lendemain une réunion publique pour l'épuration et la réorganisation des autorités constituées, et pour la prestation du serment à la Convention.
Le 22 avril 1794, fut inauguré le temple de la Raison. Là, le citoyen Chaix, juge de Paix, fait un discours, le maire en prononce un autre sur l'instruction qui fit sensation et descend ceindre d'un sabre le jeune Marotte, habillé aux frais de la Nation. Celui-ci monta à la tribune réciter un petit discours. Le jeune Desmolins récita la Constitution républicaine. Claude Etignard, commissaire national, chanta un hymne de sa composition sur la destruction du fanatisme. Le peuple lui en demande une autre. Le peuple se rend ensuite aux arbres de la Liberté en chantant des chants patriotiques et aux pieds des arbres de la place des Ormeaux on brûle les écrits de Camille Desmoulins et de Chaumette. Puis on se rend à la Grande-Maison, l'ancien château, où l'on tire des coups de canon et allume des feux de joie, on danse avec une grande fraternité. On célébra également la Fête des Martyrs de la Liberté. La citoyenne Victoire Cassard, institutrice, monta sur l'autel de la patrie la tête couronnée de feuilles de chêne, avec deux enfants couronnés de même à ses côtés avec une inscription en gros caractères : « La Vertu honnorée ». Après d'autres discours, on chante et danse.
Le 29 mai, fut lu le rapport de Robespierre, dans lequel le peuple français reconnaît l'existence de l'Être suprême.

### DuXIXeauXXesiècle
Le 7 mai 1832, le curé de Lormes, Étienne Méreau, décède en léguant à la ville pour la construction d'un hôpital une somme de six mille francs, à la condition de mettre un lit à disposition pour un malade curable pour les paroisses de Marigny-l'Église, de Chalaux ou de Saint-Martin-du-Puy qu'il avait administrées. Le nouvel hôpital vit le jour en 1834. Anne Millereau, décédée en 1853, légua douze mille francs pour un lit pour un malade de Pouques-Lormes et un second pour Empury. La chapelle de l'établissement fut bâtie en 1852 et consacrée par Mgr Dufêtre, évêque de Nevers, le 16 août 1853. Six religieuses de Nevers étaient là en 1838 et y ouvrirent un pensionnat. En 1851, les Frères de la doctrine chrétienne de Nancy, venant de Corbigny, fondent une école de garçons.
Comme toutes les communes de France, Lormes a payé un lourd tribut lors de la Grande Guerre. Le tacot à voie étroite qui relie Lormes à Corbigny et Saulieu a été inauguré en 1901. Il transporte le bois et est aussi pourvu de voitures pour les voyageurs. Il met trois heures pour relier Lormes à Saulieu. Il disparaîtra définitivement en 1939.
Si Lormes a été directement épargnée par la Première Guerre mondiale, elle est concernée par la Seconde. La présence de bois offrant des cachettes naturelles est propice au développement des maquis comme le Maquis Camille. Les maquisards, qui connaissent parfaitement la région, harcèlent les troupes d'occupation qui se hasardent peu dans les forêts. Le 12 juin 1944, alors que le débarquement vient d'avoir lieu en Normandie, les Forces françaises de l'intérieur (FFI), sans doute grisées par la future victoire, s'installent sur les toits et attaquent un convoi qui traverse la ville. Une troupe allemande prend aussitôt en otage les hommes qui se trouvent là. Huit seront fusillés : Robert Baudry, Jean Olivier, Paul Pozzi, Robert Fouquet, Pierre Lanchantin, André Chossefoin, Claude Colas, Pierre Petit.

### Héraldique
| Blason | Blasonnement : « D'or à l'orme arraché de sinople. » |

## Démographie
L'évolution du nombre d'habitants est connue à travers les recensements de la population effectués dans la commune depuis 1793. Pour les communes de moins de 10 000 habitants, une enquête de recensement portant sur toute la population est réalisée tous les cinq ans, les populations de référence des années intermédiaires étant quant à elles estimées par interpolation ou extrapolation. Pour la commune, le premier recensement exhaustif entrant dans le cadre du nouveau dispositif a été réalisé en 2004.

En 2022, la commune comptait 1 259 habitants, en évolution de −2,85 % par rapport à 2016 (Nièvre : −3,28 %, France hors Mayotte : +2,11 %).
| 1793  | 1800  | 1806  | 1821  | 1831  | 1836  | 1841  | 1846  | 1851  |
| ----- | ----- | ----- | ----- | ----- | ----- | ----- | ----- | ----- |
| 2 200 | 2 416 | 2 415 | 2 531 | 2 759 | 3 017 | 3 214 | 3 279 | 3 237 |

| 1856  | 1861  | 1866  | 1872  | 1876  | 1881  | 1886  | 1891  | 1896  |
| ----- | ----- | ----- | ----- | ----- | ----- | ----- | ----- | ----- |
| 2 930 | 2 942 | 2 939 | 3 040 | 3 126 | 3 169 | 3 092 | 2 979 | 2 886 |

| 1901  | 1906  | 1911  | 1921  | 1926  | 1931  | 1936  | 1946  | 1954  |
| ----- | ----- | ----- | ----- | ----- | ----- | ----- | ----- | ----- |
| 2 775 | 2 576 | 2 447 | 2 104 | 2 090 | 1 986 | 1 958 | 2 117 | 1 715 |

| 1962  | 1968  | 1975  | 1982  | 1990  | 1999  | 2004  | 2006  | 2009  |
| ----- | ----- | ----- | ----- | ----- | ----- | ----- | ----- | ----- |
| 1 691 | 1 610 | 1 558 | 1 559 | 1 464 | 1 398 | 1 389 | 1 351 | 1 361 |

| 2014  | 2019  | 2022  | - | - | - | - | - | - |
| ----- | ----- | ----- | - | - | - | - | - | - |
| 1 296 | 1 273 | 1 259 | - | - | - | - | - | - |

## Économie

### Les commerces et professionnels locaux
Le village rassemble les commerces de base autour de la place François-Mitterrand, dans la rue du Pont-National et dans la rue Paul-Barreau (cafés, restaurants, garagistes, friperie, brocantes, boulangeries, supermarché...). On y trouve aussi des artisans et salariés pour les services à la personne.

### La mission numérique du Pays Nivernais-Morvan
Couverte par le haut débit, Lormes accueille la mission numérique du Pays Nivernais-Morvan qui offre un espace public numérique et développe l'usage des nouvelles technologies pour la population et les entreprises.
Elle anime un réseau de 7 cyber-bases du département de la Nièvre, à Château-Chinon, Corbigny, Montsauche, Châtillon-en-Bazois, Luzy et Moulins-Engilbert. Elle offre des formations et vulgarise la culture numérique en particulier au collège, dans les écoles et à l'hôpital.

### Tourisme
- De 1901 à 1939, Lormes a été desservie par une ligne de chemin de fer secondaire surnommée « le Tacot » reliant Corbigny à Saulieu. Située à côté de l'étang du Goulot, la gare sert, aujourd'hui, de maison d'accueil pour le camping municipal et de restaurant. En été, des manifestations attirent les touristes. C'est tout d'abord le comice agricole qui « tourne » entre les différents cantons de l'arrondissement de Clamecy. En dehors des activités purement agricoles, c'est l'occasion d'un défilé costumé et de chars fleuris.
- Le dernier week-end de juillet, se déroule, depuis 15 ans, le Festival de la Chanson française qui accueille des artistes de renommée nationale (Noir désir, Renaud, Juliette, Pigalle, Paco Ibanez, Pierre Perret, Vincent Delerm, Jacques Higelin...).
- Le commerce et l'artisanat se développent à nouveau dans cette zone rurale, en particulier grâce à l'arrivée de nouvelles populations et d'investisseurs dans le secteur du logement.

### Services publics
- Une nouvelle école maternelle, labellisée HQE et basse consommation énergétique a été inaugurée en 2010. Elle porte le nom de Pierre Malardier (1818 - 1878), ancien instituteur et député de la Nièvre né à Brassy.
- L'hôpital local Les Cygnes, premier employeur de la commune, est le pivot de l'offre de santé sur le territoire.
- En 1996, Lormes, représentée par son maire, signait un accord de jumelage avec la ville allemande d'Ulmen. Cette petite cité d'un peu plus de 3 000 habitants du land de Rhénanie-Palatinat se situe dans le massif volcanique de l'Eifel.
- Lormes compte 57 associations[34].

## Transports

### Réseau routier

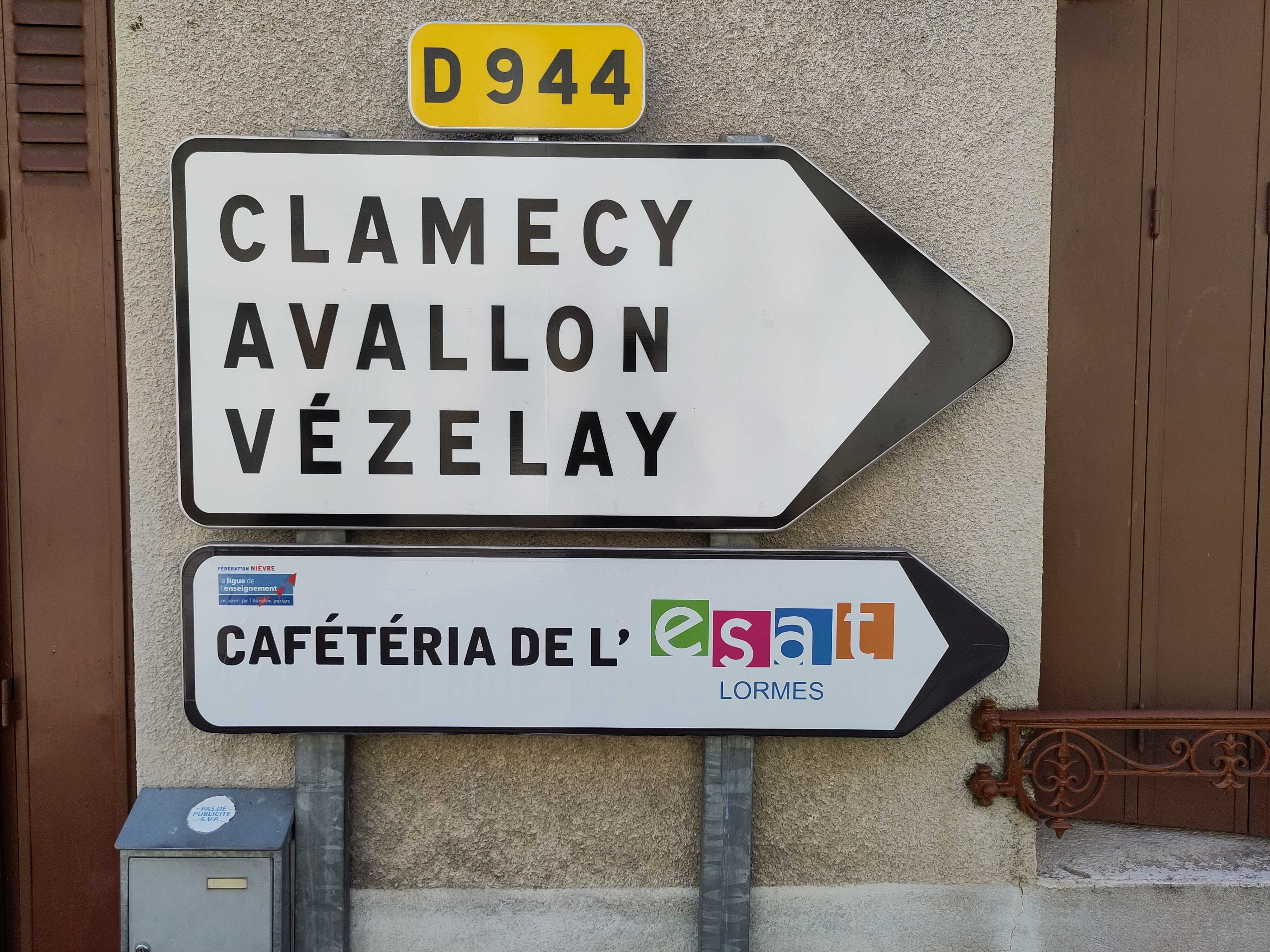
D944

La ville est traversée du nord au sud par la RD 944 qui relie Avallon à Château-Chinon.

### Transports en commun actuels
Une lignes d'autobus régulières dessert Lormes : ligne no 29 : Saint-Martin-du-Puy - Lormes (transports Rouzeau).
Un service de transport à la demande dessert Clamecy (le mardi et le samedi) et Dun-les-Places (le jeudi).
Un service de transport à la demande dessert Nevers via Saint-Saulge où une correspondance est assurée avec la ligne no 10 (transports SIYATEGIE) (les mercredi, vendredi et samedi).
La gare la plus proche (Corbigny) est reliée au réseau Sud-Est de la SNCF.

### Le tacot du Morvan

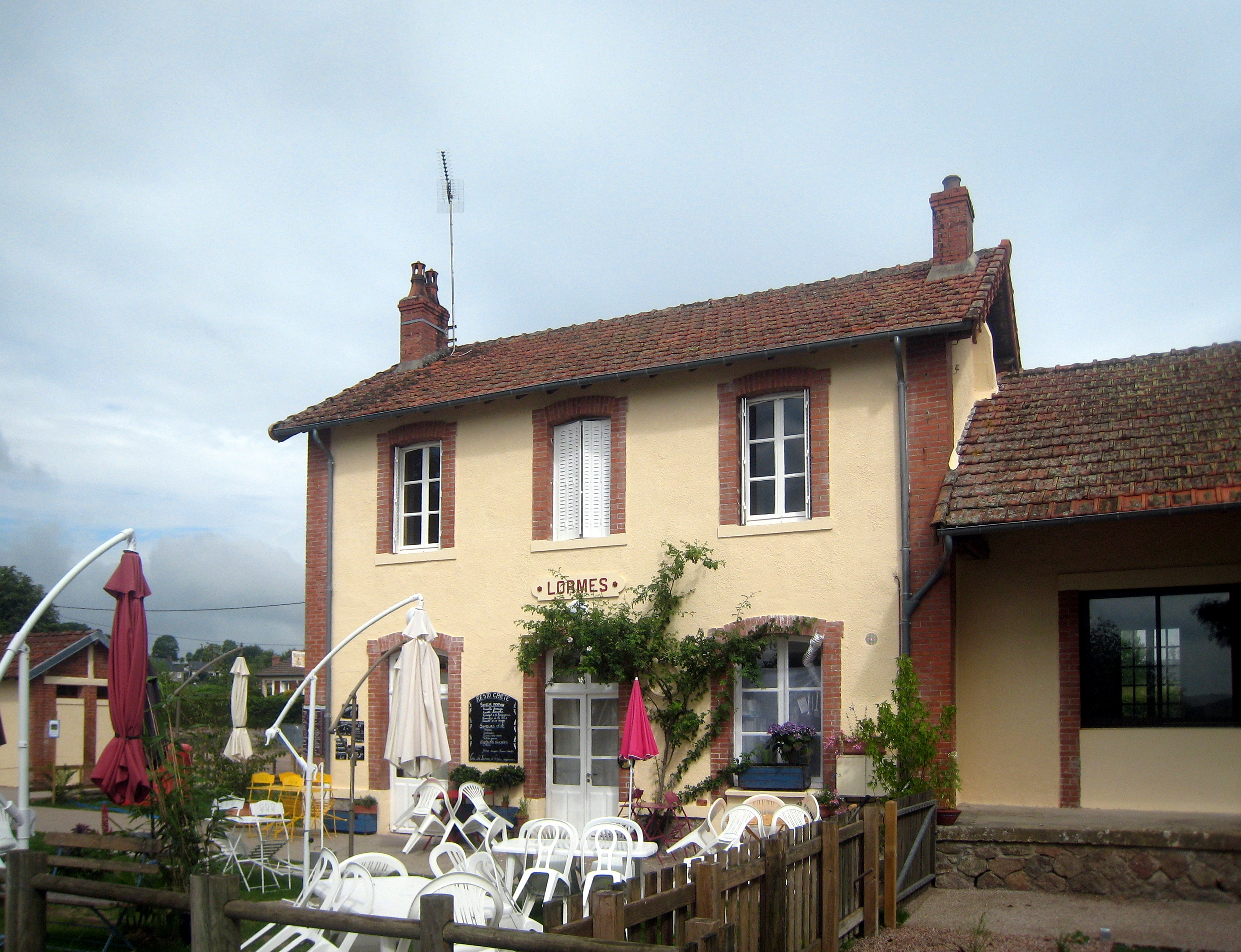
L'ancienne gare du tacot, reconvertie en café-restaurant.

Au début du XXe siècle, la commune était desservie par une des lignes du tacot du Morvan : le chemin de fer de Corbigny à Saulieu.
La gare, reconvertie depuis en restaurant et maison d'accueil du camping, est située au bord de l'étang du Goulot. La commune disposait également de deux autres arrêts aux hameaux de Planvoy et de Sommée.
Le trafic voyageurs pris fin le 15 mars 1939.

## Lieux, monuments et curiosités

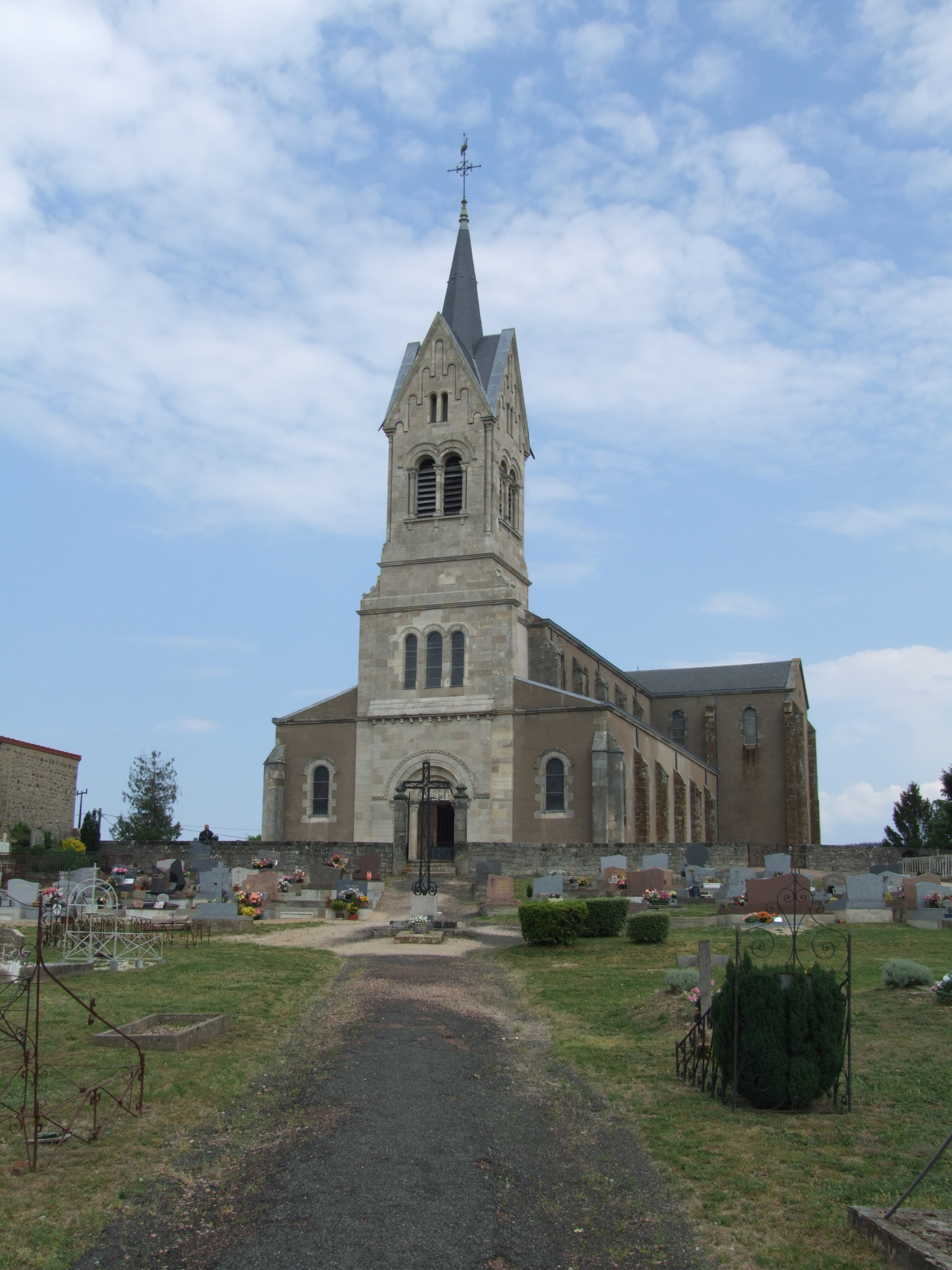
L'église Saint-Alban de Lormes.

Lormes a été labellisée "Cité de Caractère de Bourgogne Franche-Comté" en 2024.
Religieux

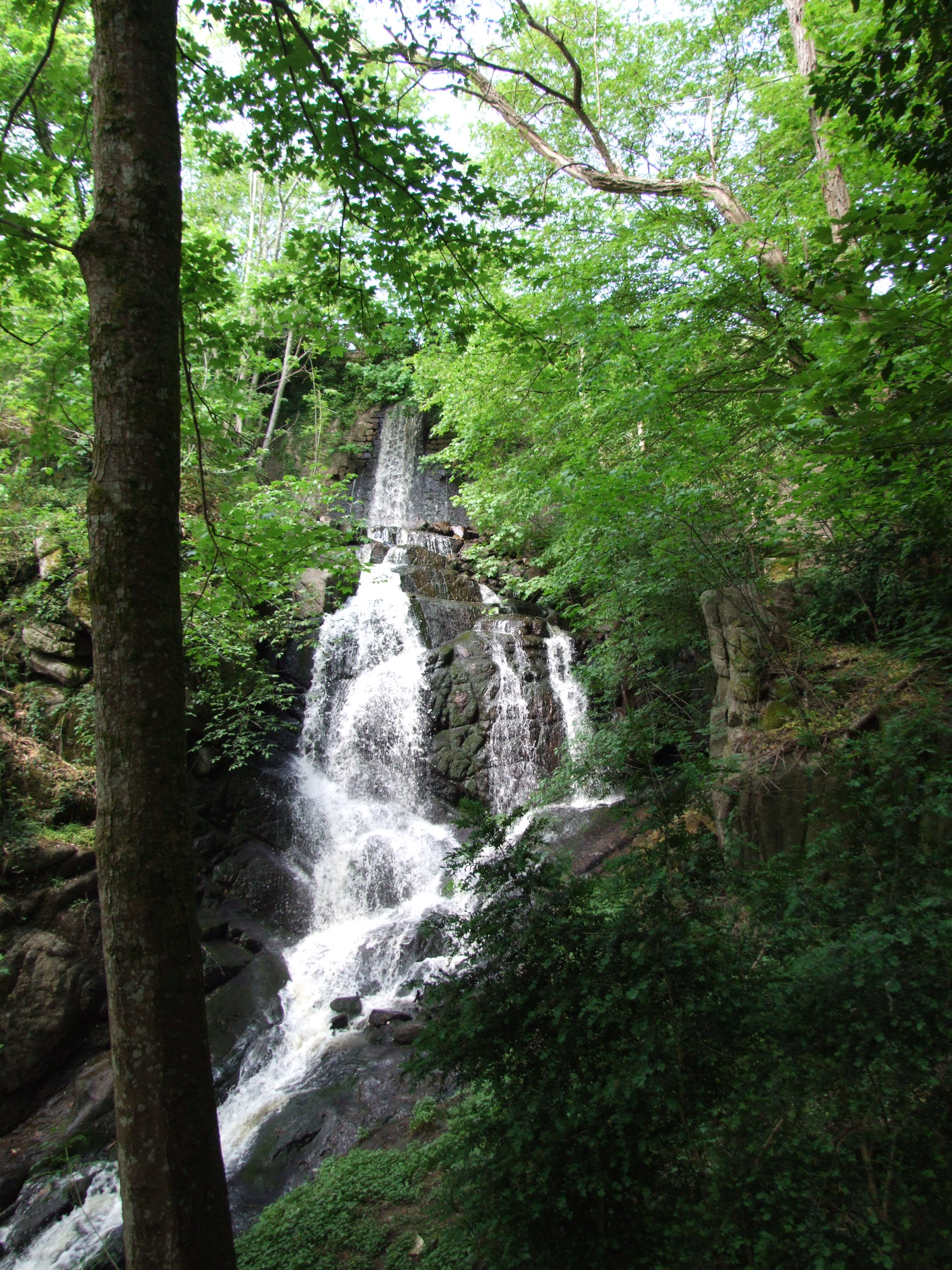
Les gorges de Narvau.

- L'église Saint-Alban de style néo-roman a été édifiée en 1865. Elle remplace un édifice plus ancien qui avait été peint en 1841 par Corot[36]. Elle est située au sommet de la colline de Saint-Alban. La première église, Ecclésia de Ulma, fut élevée avant le Xe siècle et relevée au début du XIIe siècle. Chapiteaux néo-roman, vitraux de Lobin. Ouverte tous les jours de 9h à 18h[37].
- Chapelle du Vieux Château (1647 ), chapelle castrale dédiée à Notre-Dame de Bon Secours. Ce bénéfice à la collation des comtes de Château-Chinon valait 150 livres et il eut, jusqu'en 1790, un prêtre forain attaché à sa desserte.
- Chapelle Saint-Pierre (disparue), autre chapelle dans la rue qui en rappelle le nom et jouissant du même bénéfice desservie par un prêtre nommé par le baron de Lormes-Châlons.
- Couvent des Ursulines (disparu), en 1697 le supérieur en était le Père Gabriel Baron, archiprêtre de Quarré-les-Tombes, curé de Dun-les-Places, docteur en théologie.

Civils
- La Digue (1897, démolie en 2012), barrage à l'entrée des gorges de Narvau retenant les eaux de l'Auxois afin d'alimenter une centrale électrique (détruite).
- Le lavoir Vauban (à côté du parking, derrière la pharmacie, accès par la rue du Pré Audon)
- Le jardin du Pré Audon face au lavoir, très joli jardin avec passerelle au dessus de l'Audon, aire de jeux pour enfants, bancs près des saules, cabane d'observation...
- Les Promenades (cours du 11-Novembre) ancien Champ de l'Étape ou place des Ormeaux.
- Les gorges de Narvau parcourues par l'Auxois.
- L’étang du Goulot. Depuis 2010, l'étang est officiellement désigné « septième grand lac du Morvan ».
- Divers étangs (Moulin du Bois, Foulon, Chaumaille…).
- Mont de la Justice (470 m), panorama sur la vallée de l'Yonne et le Morvan.
- Divers lavoirs (de la Grange Billon, des Teureaux, Vauban, Pont des Canes, etc.).
- Bascule (1926) des Roches destinée à peser les animaux les jours de foire.
- Station sismique dans le hameau de Sommée, dont les enregistrements sont publics[38].
- Maison-Dieu (disparue), établissement de charité au faubourg Saint-Jacques construite vers 1177. Il y avait à proximité une antique chapelle dédiée à l'apôtre. Elle avait été fondée par les barons de la ville pour donner asile aux pèlerins revenant de Saint-Jacques de Compostelle. Le pèlerinage tombé en désuétude, le marquis de Mascrany, comte de Château-Chinon (Louis, 1686-1775, ou son fils François-Marie, ce dernier étant le beau-père du marquis de Maubec, 1744-1832, par sa fille Cécile de Mascrany), qui en était collateur, en fit cession aux dames de la Maison-Dieu avec les biens qui en dépendaient et qui valaient trois cents livres, employés tant pour le chapelain que pour les pauvres et passants[39]. Le curé de Gâcogne, qui jouissait de ce bénéfice valant 150 livres à condition d'y célébrer une messe par semaine, en fit abandon volontaire. François Parizot l'ayant obtenu en cour de Rome, intenta un procès qui fut porté au Parlement. Un arrangement amiable fit que la Maison-Dieu put en jouir paisiblement.
- Léproserie Saint-Lazare (disparue), construite au nord, au lieu-dit La Maladrerie sur le chemin de la Vallée, route de Tannay, vers 1177. Elle jouissait d'une rente de trente boisseaux de froment légués par le fondateur sur les moulins banaux de la ville. Elle était administrée par des dames séculières. Les biens de cette léproserie furent attribués en 1695 à la Maison-Dieu par un arrêt du Parlement.

## Lormes dans l'art

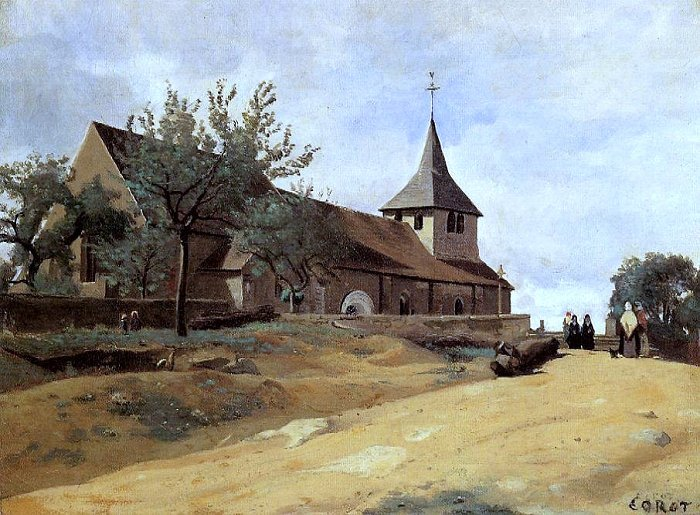
Jean-Baptiste Camille Corot, L'Église de Lormes (1841), Hartford, Wadsworth Atheneum.

Le peintre Corot fit plusieurs tableaux de Lormes et des environs.
Quelques scènes du film Les Vétos ont été tournées dans la commune, en particulier à l'hôpital et dans l'ancienne école primaire.

## Personnalités liées à la commune
- Charles François Robert de Chevannes, (Moulins-Engilbert.1737-Lormes 1823), Chevalier de Saint-Louis, maréchal des logis des gardes du roi.
- Jean-Alban Lefiot (1755-1839), homme politique né à Lormes.
- Jean-Baptiste Jourdan du Mazot (1757-1829), homme politique et député de la Nièvre sous la Révolution.
- Charles-Gilbert Heulhard de Montigny (1771-1872), homme politique et député de la Nièvre. Une rue de Lormes porte son nom.
- Jean-Baptiste Corot (1796-1875), peintre, y a séjourné et a peint la ville et les environs.
- Eugène Renduel (1798-1874), éditeur romantique né à Lormes.
- Charles Flandin (1803-1887), médecin et chimiste né à Lormes.
- Simon Ganneau (1806-1851), mystique, fondateur de l'Evadaïsme, né à Lormes.
- Pierre Malardier (1818-1894), instituteur et homme politique, décédé et inhumé à Lormes.
- Arthur Heulhard (1849-1920), journaliste et écrivain, né  à Lormes.
- Adrien Meslier (1868-1915), homme politique né  à Lormes, député de la Seine de 1902 à 1914.
- Henri Bachelin (1879-1941), écrivain, né à Lormes, dans le quartier de La Grange Billon.
- Léopold Bellocq (1880-1968), notaire, maire de Lormes de 1925 à 1935, député de la Nièvre de 1928 à 1932, conseiller général jusqu'en 1939.
- Élie France Touchaleaume (1914-2010), officier de marine ainsi que compagnon de la Libération, né à Lormes.
- Jacqueline Cervon (pseudonyme de Jacqueline Moussard) (1924-2014) décédée à Lormes, auteur de romans pour la jeunesse.
- Jean-Pierre Lacroix (1942-2024), haut fonctionnaire, ancien préfet de la région Rhône-Alpes et de la Zone de défense Sud-Est, maire-adjoint de Lormes (de 2008 à 2020).
- Michel Zink (1945-), médiéviste, écrivain, académicien, résidant à Lormes depuis 2007.
- Daniel Vaillant (1949-), homme politique, ministre de l'Intérieur (2000-2002), né à Lormes.
- Christian Paul (1960-), homme politique, secrétaire d'État chargé de l'Outre-Mer (2000-2002), maire de Lormes de 1995 à 2001 et depuis 2021.

## Jumelages
| - Ulmen (Allemagne) depuis 1996 - en juillet 2009, la ville s'est déclarée « jumelée avec la chanson » en référence au festival de la Chanson française qui s'y déroule tous les ans. | \| Lormes Ulmen \| |
| Lormes Ulmen |                    |